# Landaco
Landaco är en ort i Mexiko.   Den ligger i kommunen Las Minas och delstaten Veracruz, i den sydöstra delen av landet, 210 km öster om huvudstaden Mexico City. Landaco ligger 1 031 meter över havet och antalet invånare är 339.
Terrängen runt Landaco är huvudsakligen bergig, men norrut är den kuperad. Landaco ligger nere i en dal. Runt Landaco är det ganska tätbefolkat, med 160 invånare per kvadratkilometer. Närmaste större samhälle är Atzalan, 14,3 km väster om Landaco. I omgivningarna runt Landaco växer i huvudsak blandskog.